# Луда (Архангельская область)

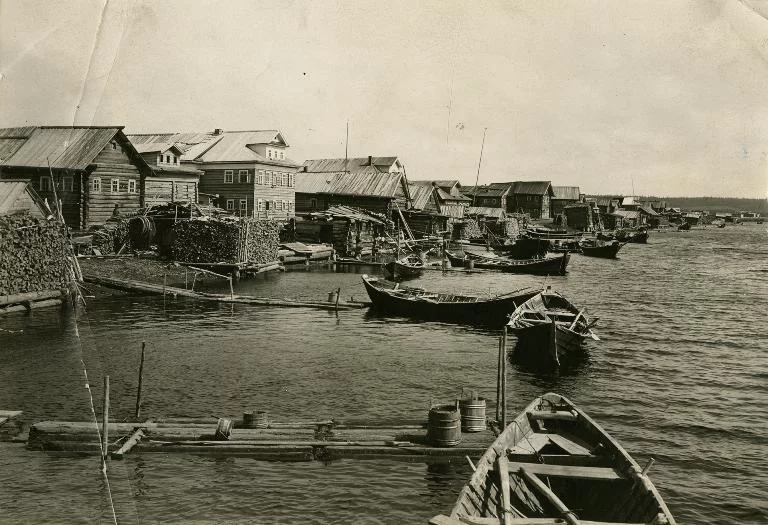
Посад Луды, 1910 г.

Луда́ — деревня в Приморском районе Архангельской области. 
Входит в состав Пертоминского сельского поселения. Ранее посад — Лудский посад, в 141 версте от Архангельска.

## История

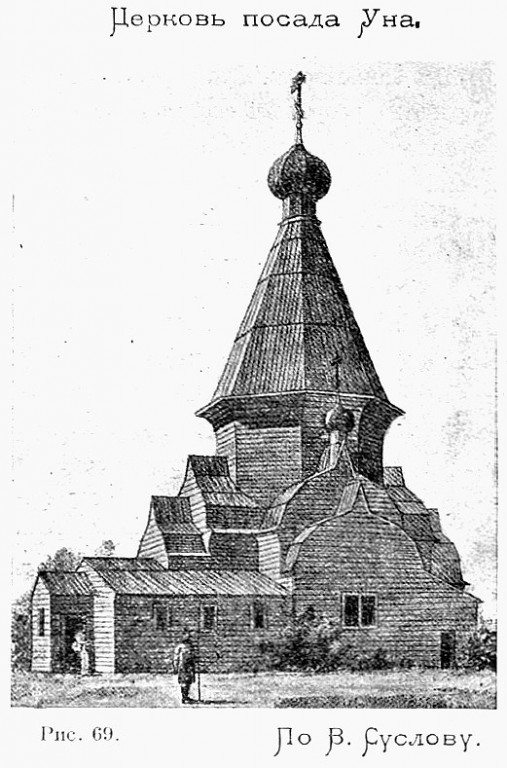
Деревянная Церковь Климента, построенная в шатровом стиле в 1783 году. Утрачена в 1892, в результате пожара.

Поморская деревня Луда была основана XIV веке, на берегах рек при впадении в Унскую губу Белого моря. В XIV веке эти земли принадлежали представителям крупного боярского рода, называемого историками «Степановщиной». Чуть позже стали принадлежать их наследнику Амосу, которому по раздельной грамоте 1491 года. Перешли большие владения (в том числе и в Уне, где он жил сам) пожи, рыбацкие тони, половинная доля в соляных варницах. Прославившись своими мастерами по выварке соли Уна и Луда, определили тем самым свою судьбу на несколько столетий вперед. После смерти Амоса в 1527 году, сыновья его разделили отцовские владения между собой. Значительная часть их досталась старшему сыну Амоса — Алексею. А тот после пострига в монахи передал свои владения монастырям и церквям, в том числе, церкви Святого Климента в Уне и Богородицкой в Луде.
В соляных варницах был заинтересован сам царь Иван Грозный. Беломорская соль «морянка» была известна по всей Руси. Наибольшего рассвета соляной промысел достиг в ХVI — первой половине ХVII веков. В это время в Беломорье вываривалось около 700 тыс. пудов соли. В 1556 году в пользу Антониево-Сийского монастыря было отписано несколько варниц в Уне. По переписи 1688 года соляные варницы в Луде и Уне принадлежали Соловецкому монастырю. В документах также отмечено, что с 1780-х годов Уну и Луду стали называть посадами.
Дело выварки соли производится таким образом: к чрену — огромному железному ящику, утвержденному на железных же полосах снизу и на четырех столбах по сторонам, — прокапывают от моря канаву или проводят трубы. Канавой этой или трубами протекает морская вода (рассол) и наполняет чан доверху. Снизу подкладывают огонь и нагревают рассол этот до состояния кипения и испарения; затем накипевшую грязь снимают сверху лопаткой, а оставшуюся на дне чрена массу (по прекращении водяных испарений) выгребают и сушат на воздухе…
Солеварение в течение трех веков занимало видное место в хозяйстве жителей этого региона. В небольших количествах здесь соль вываривали до начала XX века, так как для посола некоторой рыбы, например, сёмги, использовалась только поморская соль. В целом, соляной промысел в Поморье приходит в упадок в XVII веке.
Лудский приход состоял из одного Лудского посада. Он был образован в 1874 году. До этого времени Лудский посад входил в состав Унского прихода, а находящаяся в посаде Богородице-Рождественская церковь считалась приписною к Троицкой церкви. Богородице-Рождественская церковь деревянная, была построена в 1862 году на средства Унского прихода и «при пособии местных жителей».
Церковь Рождества Пресвятой Богородицы в Луде основана не позже XV века. Дата последней постройки здания церкви 1862 год.

## География
Луда расположена при реке Луде на восточном берегу Унской губы Белого моря, северо-восточнее деревни Уна.

## Население
Лудское-усолье (посёлок Лудский) известно с конца XVI века. В 1622 году в Двинском уезде в Луде насчитывалось 17 дворов, в Уне — 22 двора. Соляные варницы, копчение рыбы. В безуездном городе Лудский посад Архангельского уезда Архангельской губернии в 1897 году проживало 567 жителей. На 1906 год — 639 жителей.
Численность населения деревни, по данным Всероссийской переписи населения 2010 года, составляла 74 человека. В 2009 году числился 81 человек, в 2002 году — 109 человек (русские — 82 %).
| 1899 | 2002 | 2010 | 2012 |
| ---- | ---- | ---- | ---- |
| 566  | ↘111 | ↘74  | ↗91  |

## Транспортная связь
Деревня Луда связана через деревню Уна с Северодвинском и Онегой посредством грунтовых дорог.

## Экономика
- В Луде находится правление рыболовецкого колхоза им. М. К. Калинина[14]

### Карты
- Топографическая карта Q-37-33_34.
- Луда. Публичная кадастровая карта
- Луда на карте Wikimapia